# Rīgas HES

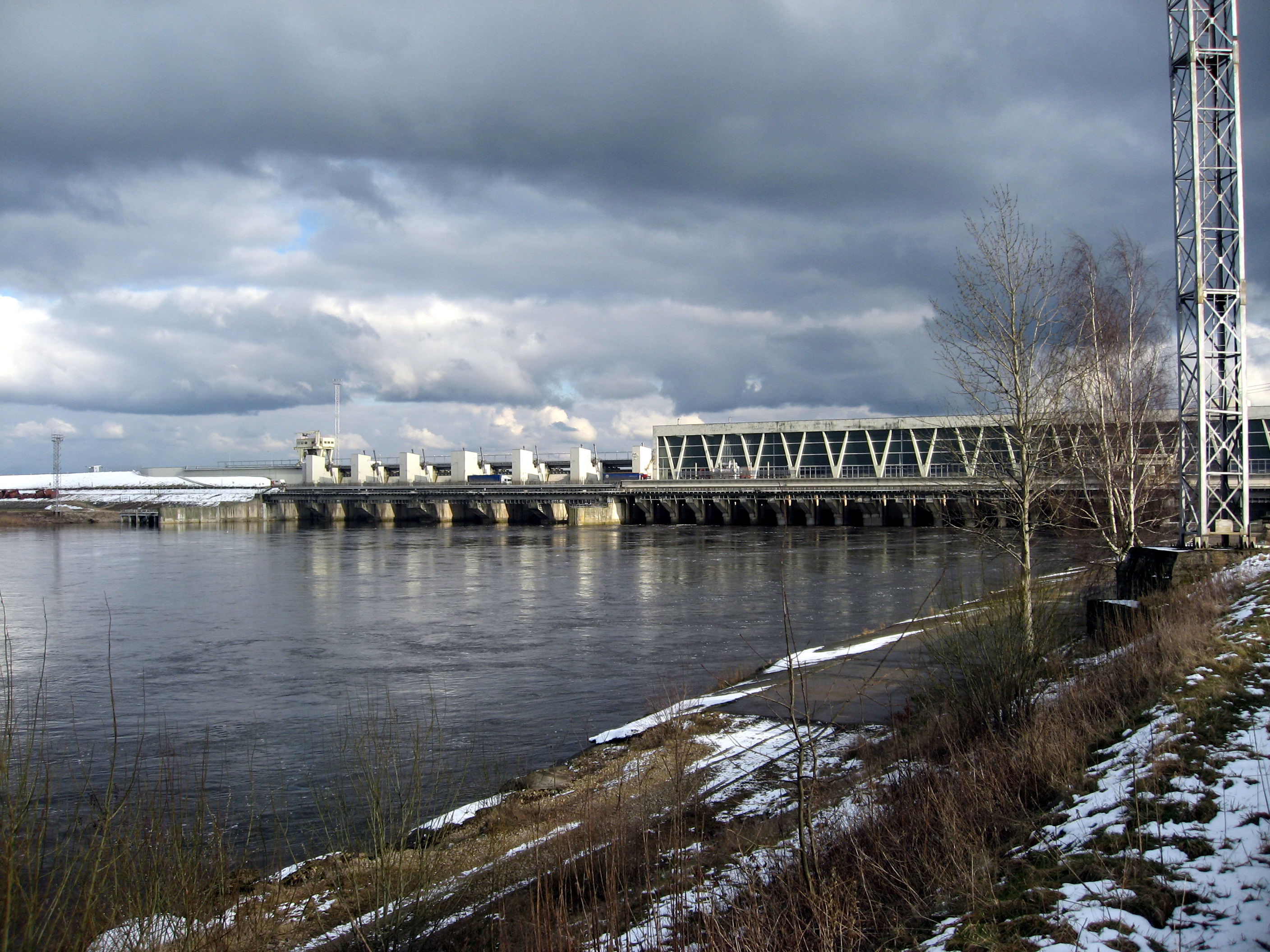
Rīgas HES

Rīgas HES je přehrada v Lotyšsku na řece Daugava. Nachází se u Salaspilsu u okraje Rigy, pro kterou tvoří zdroj energie a pitné vody. Stavba přehrady byla dokončena v roce 1974.